# Paisagem Cultural de Champassak
A Paisagem Cultural de Champassak, incluindo o complexo de templos do Wat Phou, é uma muito bem preservada paisagem planeada com mais de 1000 anos. Foi moldada para expressar a visão hindu da relação entre a natureza e a humanidade, dispondo geometricamente templos, santuários e sistemas de água, estendendo-se por cerca de 10 km. Duas cidades planeadas nas margens do Mekong fazem também parte do sítio, assim como a Montanha Phou Kao. O conjunto representa o desenvolvimento dos séculos V ao XV, devido principalmente aos Khmer.